# Hitchcock (film)

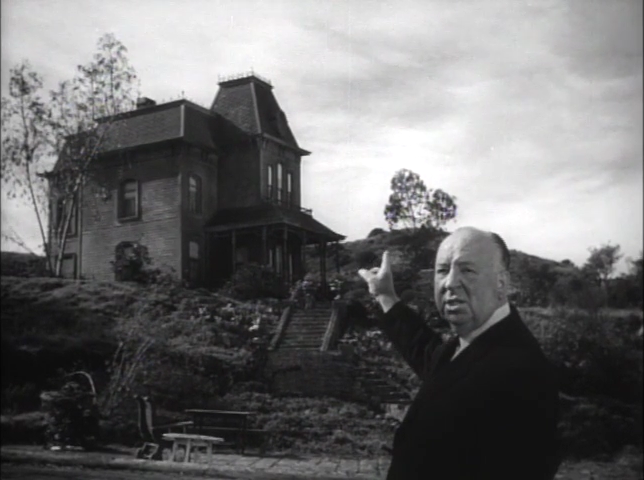
Alfred Hitchcock w zwiastunie filmu „Psychoza”

Hitchcock – amerykański film biograficzny z 2012 roku, oparty na biografii słynnego brytyjskiego reżysera Alfreda Hitchcocka.
Film wyreżyserowany został przez Sacha Gervasi, a wyprodukowany przez Fox Searchlight Pictures. Światowa premiera filmu miała miejsce 23 listopada 2012 roku, natomiast w Polsce premiera filmu odbyła się 1 marca 2013 roku.

## Fabuła
Jest rok 1959. Na ekrany kin wchodzi właśnie thriller „Północ, północny zachód” Alfreda Hitchcocka (Anthony Hopkins). W jednej z gazet, obok pochlebnej recenzji, ukazuje się informacja, że reżyser wkrótce odejdzie na emeryturę. Żeby zaprzeczyć tym doniesieniom, twórca szuka scenariusza, dzięki któremu wróci na szczyty sławy. Decyduje się na ekranizację „Psychozy”, przerażającej powieści o prowadzącym motel seryjnym mordercy. Żona i współpracownica filmowca, Alma Reville (Helen Mirren), choć niezbyt przekonana do nowego projektu, zgadza się wziąć w nim udział. Studio nie daje się jednak namówić na realizację „Psychozy”, reżyser musi więc sam sfinansować swoje nowe dzieło. Sfrustrowany twórca oddaje się kolejnym nałogom i romansom...

## Obsada
- Anthony Hopkins jako Alfred Hitchcock
- Helen Mirren jako Alma Reville, żona Hitchcocka
- Scarlett Johansson jako Janet Leigh
- Toni Collette jako Peggy Robertson
- Danny Huston jako Whitfield Cook
- Jessica Biel jako Vera Miles
- James D’Arcy jako Anthony Perkins
- Michael Stuhlbarg jako Lew Wasserman
- Ralph Macchio jako Joseph Stefano
- Kurtwood Smith jako Geoffrey Shurlock
- Michael Wincott jako Ed Gein
- Richard Portnow jako Barney Balaban
- Wallace Langham jako Saul Bass
- Richard Chassler jako Martin Balsam
- Josh Yeo jako John Gavin
- Paul Schackman jako Bernard Herrmann
- Currie Graham jako PR Flack